# Константин Дука (син цезара Јована Дуке)
Константин Дука (грч. Κωνσταντινος Δουκας; око 1050 – 1075/1076) је био византијски војсковођа и државник, протостратор и протпроедр – братанац цара Константина X Дуке и брат од стрица цара Михаила VII Дуке.

## Породица
Константин Дука је био млађи син цезара Јована Дуке – (брата цара Константина X), и Ирине Пегонитисе. Рођен је пре 1050. године. Према изворима, Константин је добио име у част свог владајућег стрица, али овај податак је вероватно погрешан, јер је рођен много пре доласка на трон цара Константина X 1059. године. Константин Дука је био млађи брат протовестијара Андроника Дуке, чиме је постао и стриц византијске царице Ирине Дукине.
Попут свог старијег брата Андроника и Константина Дуке, је имао сенаторско достојанство прото-проедра.
Заједно са осталим члановима породице Дука, Константин је активно учествовао у дворској завери из октобра 1071. године, којим је с власти уклоњена царица Евдокија Макремволитиса. Њему је поверено вођство првог похода против цара Романа IV Диогена. Супротно очекивањима, бившег цара су Турци ослободили и успео је да окупи разнородну војску, на чијем је челу започео поход на запад ка Цариграду. Када је цар Роман IV стигао и заузео Докеју, где је поставио свој логор, Константину Дуки је наређено да изађе са трупама да заустави даље напредовање цара Романа IV. У престоници је Константин Дука окупио малу војску, са којом се пребацио у Малу Азију, где је успео да окупи своје главне снаге. Важну предност добио је и Константин Дука – придружио му се искусни франачки заповедник Криспин, којег је претходно сменио са дужности и прогнао цар Роман IV, али је од породице Дука добио помиловање, којим је придобијен. С друге стране,цар Роман IV се такође увелико ослањао на Франке у својим редовима. На његовој страни се борио и Теодор Алијат, његов стари и искусни саборац у биткама. Трупе Константина Дуке стигле су до Докеје, али се први сукоб две војске завршио неуспешно за обе стране. Цар Роман IV је одбрану поверио Алијату, који је покушао да одбије следећи напад, али убрзо након почетка битке, Франци у његовим редовима су дезертирали и прешли на страну његовог рођака Криспина. Алијатове преостале снаге су разбијене, а он сам је заробљен и ослепљен. Разочаран, цар Роман IV се повукао у родну Кападокију, где се утврдио у тврђави Тиропоион. Тамо су му се придружила нова појачања на челу са Хататуријем. Поводом надолазеће зиме, међутим, Константин Дука је опозван у Цариград, а вођство следеће експедиције поверено је његовом брату Андронику.
За протостратора је 1073. године постављен Константин Дука. Након што су му отац и брат Андроник послати у Битинију, Константин је остао у Цариграду, у близини цара Михаила VII Дуке, надајући се да ће свог рођака удаљити од Нићифорициног утицаја. Убрзо потом, вероватно у јесен 1074. године, протостратор Константин Дука је требало да предводи нову експедицију против Нормана  Русела де Бајола, чије су снаге раније успеле да нанесу поразан пораз римским снагама предвођеним цезаром Јованом и његовим сином. Андроника Дуку, су том приликом Нормани заробили. Ноћ уочи похода, међутим, Константин Дука је захваћен јаким болом и упркос напорима лекара преминуо је рано следећег јутра.
Протостратор Константин Дука је био ожењен и имао је најмање једног сина чије име није познато. Према грчком истраживачу Константину Варзосу, звао се Јован и био је ожењен братаницом цара Алексија I Комнина, ћерком севастократора Исака Комнина и Ирене Аланске.